# Teoria analítica de la calor
Teoria analítica de la calor, en francès: Théorie analytique de la chaleur, és una obra de Joseph Fourier (1768-1830) sobre la propagació de la calor. Aquest llibre va ser editat a París el 1822 i parteix de les investigacions sobre aquest tema que Fourier va iniciar l'any 1804.
Va tenir un paper fonamental en el desenvolupament de l'anàlisi matemàtica. Fourier va insistir sobre el fet que « les equacions de la propagació de la calor expressent les condicions més generals i redueixen les qüestions físiques a problemes d'anàlisi pur ». Per integrar l'equació diferencial parcial de segon ordre que descriu aquest fenomen físic, Fourier proposa representar qualsevol funció mitjançant una seqüència trigonomètrica, anomenada des de llavors « série de Fourier». Tot i que la seva demostració no és del tot rigorosa, estableix els fonaments d'una teoria que serà desenvolupada per molts matemàtics. Fourier va afirmar això: « l'estudi aprofundit de la natura és la font més fèrtil de descobriments matemàtics».